# Sattajärvi (Kiruna)
Het Sattajärvi is een meer in Zweedse, in de gemeente Kiruna. De Sattarivier is door een beek van ongeveer 400 meter met het meer verbonden. Het meer maakt deel uit van een omvangrijk gebied met veel moeras Sattavuoma van ongeveer 25 km². Aan de oevers liggen twee heuvels, de Iso Sattavaara en Pikku Sattavaara, voor grote en kleine.
afwatering:
Sattajärvi → Sattarivier → Lainiorivier → Torne → Botnische Golf